# Kanton Albi-Centre
Kanton Albi-Centre is een voormalig kanton van het Franse departement Tarn. Kanton Albi-Centre maakte deel uit van het arrondissement Albi en telde 11.772 inwoners (1999). Het werd opgeheven bij decreet van 17 februari 2014 met uitwerking op 22 maart 2015.

## Gemeenten
Het kanton Albi-Centre omvatte enkel een deel van de  gemeente Albi.